# Is There Love in Space?
Is There Love in Space? deveti je studijski album američkog rock instrumentalista Joea Satrianija koji izlazi u travnju 2004. Na albumu se nalazi 11 skladbi i dvije bonus pjesme "Tumble" i "Dog with Crown & Earring" koje se nalaze samo na japanskom izdanju.

## Popis pjesama
Sve pjesme napisao je Joe Satriani.
1. "Gnaahh" – 3:33
2. "Up in Flames" – 4:33
3. "Hands in the Air" – 4:27
4. "Lifestyle" – 4:34
5. "Is There Love in Space?" – 4:50
6. "If I Could Fly" – 6:31
7. "Souls of Distortion" – 4:58
8. "Just Look Up" – 4:50
9. "I Like the Rain" – 4:00
10. "Searching" – 10:07
11. "Bamboo" – 5:45

### Bonus pjesme
1. "Tumble"
2. "Dog with Crown & Earring"

## Popis izvođača
- Joe Satriani - gitara, bas-gitara, klavijature, harmonika, vokal
- Matt Bissonette - bas-gitara
- Jeff Campitelli - bubnjevi, udaraljke
- John Cuniberti - daire
- ZZ Satriani - kontrabas u skladbi "Bamboo"
- Mike Manning - Harley Davidson u skladbi "I Like The Rain"

## Produkcija albuma
- Producent - Joe Satriani
- Snimanje - John Cuniberti
- Dodatak snimanju - Joe Satriani
- Mix - Mike Fraser
- Asistent - Justin Phelps and Mike Boden
- Digitalna obrada - Eric Caudieux
- Mastering - George Marino at Sterling Sound, NYC
- Šef grupe - Mike Manning, Michael Sandoval
- Rukovodstvo - Mick Brigden / BGManagement
- Dizajn i slika - Rex Ray
- Fotografija - Greg Watermann
- Ilustracija - ZZ Satriani